# Väinö Kokkinen
Väinö Kokkinen (Hollola, 25 novembre 1899 – Kouvola, 27 agosto 1967) è stato un lottatore finlandese.
Ha vinto due medaglie olimpiche nella lotta greco-romana. In particolare ha conquistato la medaglia d'oro alle Olimpiadi di Amsterdam 1928 nella categoria pesi medi e un'altra medaglia d'oro alle Olimpiadi di Los Angeles 1932, anche in quest'occasione nella categoria pesi medi.
Ha partecipato anche alle Olimpiadi 1936.
Nelle sue partecipazioni ai campionati europei di lotta ha conquistato una medaglia d'oro (1930) e quattro medaglie d'argento (1925, 1929, 1931 e 1933) in diverse categorie.